# Hédi Fried
Hédi Fried (født Szmuk den 15. juni 1924 i Sighet i Rumænien, død 19. november 2022 i Bromma, Stockholm) var en svensk forfatter og psykolog. Hun var kendt for sin virksomhed mod racisme og sine bøger, hvori hun delte sine erfaringer som en af de sidste Holocaust-overlevere.

## Biografi
Hédi Fried var af jødisk afstamning. Hun blev født og voksede op i byen Sighet, dagens Sighetu Marmației. Byen ligger i et landområde, som efter første verdenskrig blev overført fra Ungarn til Rumænien. Nobelpristageren Elie Wiesel blev født i 1928 i den samme by.
I 1940, under anden verdenskrig, blev byen flyttet tilbage til Ungarn, som på det tidspunkt blev styret af et fascistisk regime, der var allieret med med Nazityskland. En jødisk ghetto blev etableret i byen den 18.–20. april 1944, efter at Tyskland havde okkuperet Ungarn. Omtrent 14.000 jøder fra byen og dens opland blev tvunget ind i ghettoen.
En måned senare, den 17.–21. maj (i Frieds tilfælde til tider angivet som 14. maj) blev alle ghettoens beboere deporteret til koncentrationslejren Auschwitz, hvor de fleste umiddelbart efter ankomsten blev gasset til døde. Begge Frieds forældre omkom på vejen til Auschwitz eller i lejren. Hédi Fried og hendes yngre søster Livia overlevede opholdet og kom derefter til at tilbringe en tid i Bergen-Belsen, inden de den 15. april 1945 blev befriet fra lejrtilværelsen af britiske tropper. Samme år i juli måned blev de ført til Sverige med Røde Kors-båden M/S Rönnskär.

## Forelæsningsvirksomhed og forfatterskab
Ved ankomsten til Malmøs havn blev de tidligere lejrfanger trakteret med smørrebrød og varm kakao. Dette stod i skarp kontrast til Frieds liv årene forinden, som siden årene i Sighet havde været uden en sådan luksus.
Efter ankomsten til Sverige begyndte Hédi Fried at skrive igen. Siden tolvårsalderen havde hun skrevet dagbog, men i lejren havde der ikke været noget papir at skrive på. At skrive var nu en måde for hende at bearbejde sine erfaringer på, som en slags personlig psykoterapi.
Senere uddannede hun sig til psykolog. Ud over sit erhverv som psykolog holdt hun siden begyndelsen af 1990'erne hyppige foredrag om sin tid i Nazitysklands koncentrationslejre og om demokratiske spørgsmål. Efter 1992 udgav hun en række bøger med tekster om sine oplevelser som Holocaust-overlever og betydningen af demokratiet. Forfatterskabet inkluderer trilogien Skärvor av ett liv (1992), Livet tillbaka (1995) och Ett tredje liv (2002), som kredser om forskellige dele af hendes liv. Livets pendel fra 2003 er en mere filosofisk betragtning over, hvad der kendetegner ondskaben, lykken og mindet.
I 2017 kom Frågor jag fått om Förintelsen, hvor hun svarer på spørgsmål, hun har fået fra læsere, lyttere fra foredrag og offentligheden. To år senere kom Historien om Bodri, en børnebog om et barn (Hédi), hendes hund (Bodri), og hvordan deres 1930'ere i stigende grad bliver overskygget af en politiker (Adolf Hitler), der mener, at ikke alle mennesker er lige meget værd. Illustrationerne er af Stina Wirsén.